# 1888 en architecture
| Années de l'architecture : 1885 - 1886 - 1887 - 1888 - 1889 - 1890 - 1891    |
| Décennies de l'architecture : 1850 - 1860 - 1870 - 1880 - 1890 - 1900 - 1910 |

Cet article présente les faits marquants de l'année 1888 en architecture.

## Réalisations
- 11 avril : ouverture du Concertgebouw à Amsterdam, dessiné par Adolf Leonard van Gendt.

- Construction du Rookery Building par John Wellborn Root et Daniel Burnham, considéré comme le plus ancien gratte-ciel de Chicago.
- Le Georgia Institute of Technology (Georgia Tech) ouvre ses portes à Atlanta.

## Récompenses
- Royal Gold Medal : Theophil Hansen.
- Prix de Rome : Albert Tournaire.

## Naissances
- 2 février : Edgar Johan Kuusik, architecte estonien  († 3 août 1974)
- 30 avril : Antonio Sant'Elia († 10 octobre 1916).
- 24 juin : Gerrit Rietveld († 26 juin 1964).

## Décès
- 25 novembre : Christian Jank, architecte allemand (° 15 juillet 1833).